# Adolf Albin
Adolf Albin (Bucarest, Rumanía, 14 de septiembre de 1848-Viena, Austria, 1 de febrero de 1920) fue un destacado ajedrecista rumano, nacido en el seno de una rica familia de ascendencia alemana procedente de Hamburgo y establecida en el siglo XIX en Yitomir (Ucrania), pero que luego se trasladó a Rumania.

## Biografía
Tras terminar sus estudios en la Universidad de Viena, retornó a Rumanía, donde trabajó en el campo editorial gestionando una imprenta en Bucarest. Se asoció, como traductor, con el barón Bethel Henry  Strousberg, un rico empresario alemán de origen polaco a quien llamaban "El rey del ferrocarril".
El 1872 publicó el primer libro de ajedrez en rumano: Amiculŭ Jocului de Shach. La quiebra de Strousberg en 1875 hizo que Albin se fuera a vivir (con su mujer y tres hijos) a Viena, uno de los principales centros ajedrecísticos europeos del momento.
Su máximo ELO histórico fue 2643 en agosto de 1895, momento en que ocupó el puesto número 15 en el ranking mundial.

## Resultados destacados
Aunque Albin había se inició en el ajedrez con veinte años de edad, según indica The Oxford Companion to Chess, no empezó a participar en torneos importantes hasta alcanzar los cuarenta.

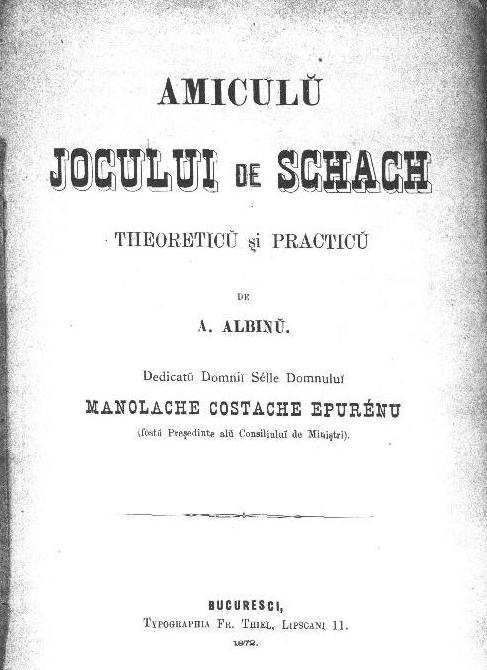
Portada de Amiculŭ Jocului de Shach, primer libro de Ajedrez en Rumanía

EN 1890 fue 8º en el Memorial Kolisch de Viena , siendo el campeón Max Weiss. En este Torneo se introdujo (en su partida contra Adolf Csank) la variante de la Defensa francesa: 1.e4 e6 2.d4 d5 3.Cc3 Cf6 4.Ag5 Ae7 5.e5 Cfd7 6.h4 , que actualmente lleva el nombre de Ataque Chatard-Alekhine, pero que anteriormente fue conocido como Ataque Albin.
En 1892 participó en el Torneo de Dresde, donde se clasificó a mitad de la tabla, 8º de 17 participantes, pero venció al ganador del torneo, Siegbert Tarrasch, en su enfrentamiento directo.
En 1893 fue 2º en el Torneo de Nueva York, con victoria de Emanuel Lasker, por delante de jugadores del calibre de Harry Nelson Pillsbury y Jackson Showalter. En este torneo fue donde introdujo por primera vez a alto nivel, en la partida contra Lasker, el Contragambito Albin. La apertura ya había sido jugada anteriormente, en el Torneo de Milán en 1881 en la partida Salvioli-Cavallotti. El creador de esta apertura fue Serafino Dubois, que hizo algunos análisis de la misma en 1872.
En 1894 fue segundo en el Torneo de Nueva York, tras Wilhelm Steinitz, vigente Campeón del Mundo, al que venció en su enfrentamiento directo, y por delante de Showalter y Pillsbury. Dada la fuerza de juego de los primeros clasificados, este segundo lugar fue probablemente el mejor resultado de su carrera.
En el gran Torneo de Ajedrez de Hastings en 1895 fue sólo 17.º (de 22), pero ganó cinco partidas contra jugadores de primer nivel: Lasker, Chigorin, Schlechter, Teichmann y von Bardeleben. Al finalizar el torneo, jugó un encuentro contra Jackson Showalter, con el resultado de (+ 7 - 10 = 9).
Posteriormente, regresó al continente europeo, y disputó varios torneos y encuentros, con resultados cada vez más pobres: Núremberg y Budapest (1896), Berlín (1897), Colonia (1898), encuentro contra Simón Alapín en Viena en 1900 (+ 1 - 1 = 4), contra Georg Marco en Viena en 1901 (+ 2 - 4 = 4), contra Jean Taubenhaus en París 1901 (+ 0 - 3 = 1), Torneo de Montecarlo en 1902 y 1903, y Viena 1907. En 1918 jugó un minimatch contra Richard Réti, que empató (+ 1 - 1).
Murió en un sanatorio de Viena en 1920.